# François-Thomas-Marie de Baculard d’Arnaud

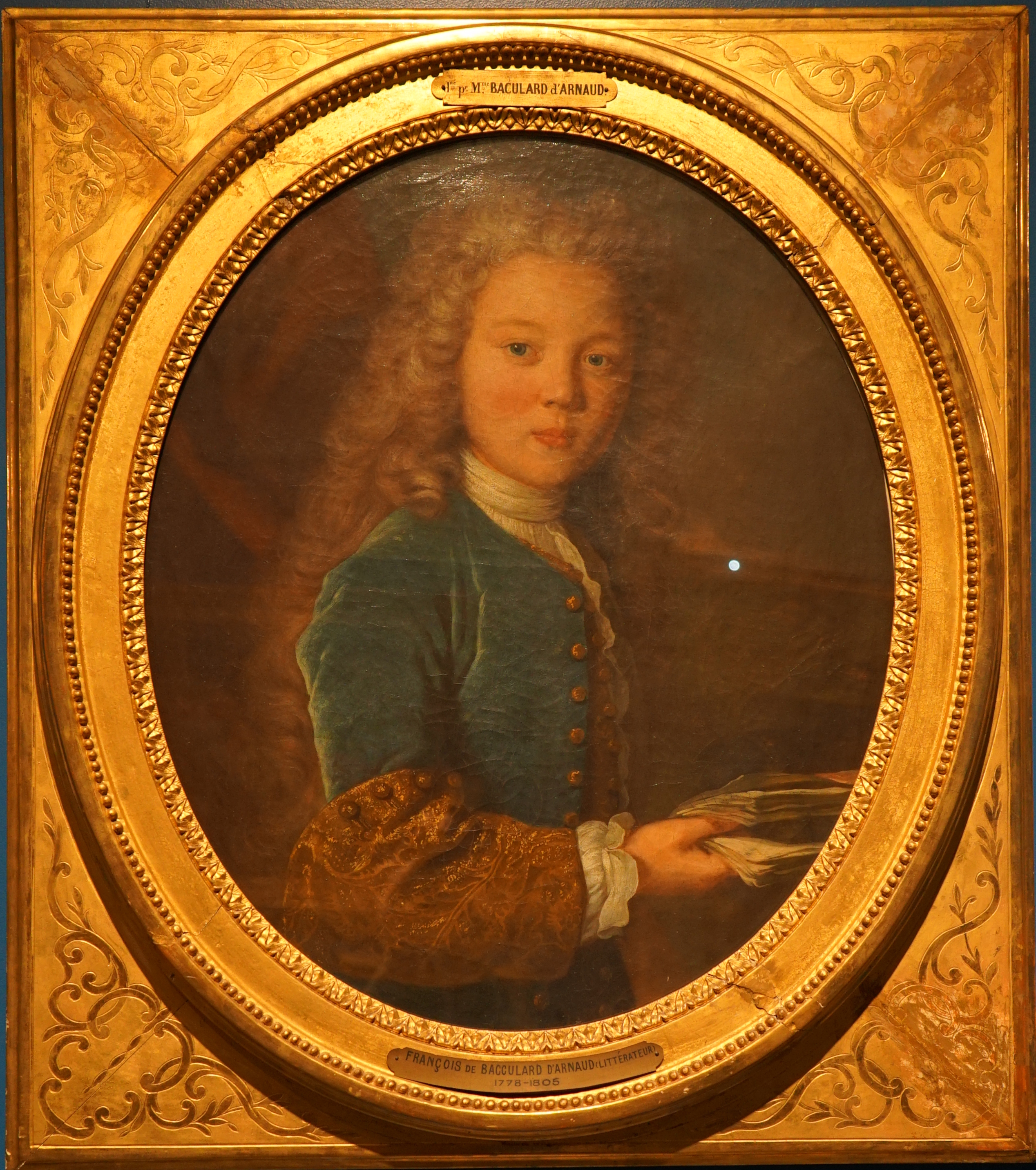
Porträt im Musée Saint-Loup

François-Thomas-Marie de Baculard d’Arnaud (* 8. September 1718 in Paris; † 8. November 1805 ebenda) war ein französischer Dichter und Dramatiker.

## Leben
Baculard d’Arnaud erwarb sich schon in früher Jugend durch seine Verse die Gunst Voltaires. Der preußische König Friedrich der Große, ein Verehrer Voltaires, ernannte d’Arnaud zu seinem literarischen Korrespondenten.
In den Jahren 1750/51 lebte d’Arnaud auf Einladung Friedrichs in Berlin, wo ihn die Königlich-Preußische Akademie der Wissenschaften als Mitglied aufnahm. Diese gab d’Arnaud den Ehrentitel Des Königs Ovid und bezeichnete ihn als Voltaires Nachfolger, wofür sich dieser durch scharfe Spottgedichte rächte und Friedrich 1751 veranlasste, d’Arnaud von seinem Posten als Legationsrat in Dresden zu entlassen. D’Arnaud kehrte nach kurzem Aufenthalt in Dresden nach Paris zurück.
Dort erlebte er die Revolution und wurde während der Terrorherrschaft auf Befehl des Wohlfahrtsausschusses inhaftiert. Acht Wochen nach seinem 87. Geburtstag starb Arnaud am 8. November 1805 in Paris und fand seine letzte Ruhestätte auf dem Friedhof Père-Lachaise (Division 10).

## Rezeption
In seinen Romanen und Trauerspielen thematisierte d’Arnaud immer wieder das Schaurige und Düstere; eine gewisse morbide Grundstimmung ist auch in seiner Lyrik zu finden. Von seinen Theaterstücken wurde zu seinen Lebzeiten nur Le comte de Comminges, seinerseits eine Bearbeitung einer Romanze von Claudine Guérin de Tencin, aufgeführt und diente als Vorlage für das Libretto der Oper La favorite von Donizetti. Seine Novellenserie Les Épreuves du sentiment („Die Prüfungen des Gefühls“) wurde zur textlichen Grundlage von Bellinis Oper Adelson e Salvini.

## Werke (Auswahl)
- Les amants malheureux, ou le comte de Comminges. Drame. Paris 1774.
- Euphémie, ou le triomphe de la religion. Drame, en trois actes en vers. Paris 1772.
- Mérinval. Drame. Le Jay 1784.
- Poésies. 1751 (3 Bde.).